# 山城駅
山城駅（やまじょうえき）は、三重県四日市市山城町にある、三岐鉄道三岐線の駅である。ナンバリングはS05。

## 歴史
- 1931年（昭和6年）7月23日：開業[1]。
- 2014年（平成26年）4月16日：不審火と見られる火災により駅舎の休憩室やトイレなど約50平方メートルが焼失した[2][3]。

## 駅構造
島式ホーム1面2線を持つ地上駅。駅舎とホームは構内踏切で結ばれている。

### のりば
| 号線   | 路線     | 方向 | 行先         |
| ------ | -------- | ---- | ------------ |
| 反対側 | S 三岐線 | 下り | 西藤原方面   |
| 駅舎側 | S 三岐線 | 上り | 近鉄富田方面 |

※案内上のホーム番号は割り当てられていない。

## 利用状況
「三重県統計書」によると、1日の平均乗車人員は以下の通りである。
| 年度   | 一日平均 乗車人員 |
| ------ | ----------------- |
| 1997年 | 570               |
| 1998年 | 557               |
| 1999年 | 517               |
| 2000年 | 508               |
| 2001年 | 497               |
| 2002年 | 479               |
| 2003年 | 470               |
| 2004年 | 481               |
| 2005年 | 469               |
| 2006年 | 466               |
| 2007年 | 486               |
| 2008年 | 477               |
| 2009年 | 433               |
| 2010年 | 394               |
| 2011年 | 439               |
| 2012年 | 472               |
| 2013年 | 488               |
| 2014年 | 481               |
| 2015年 | 496               |
| 2016年 | 511               |
| 2017年 | 497               |
| 2018年 | 524               |
| 2019年 | 491               |

## 駅周辺
- 四日市市役所下野地区市民センター
- 四日市山城郵便局
- 四日市市立下野小学校
- 四日市市立下野幼稚園
- マックスバリュ山城店
- 桜神社（富士権現様）
- 山城城跡
- 野呂為一之碑 - 勲七等青色桐葉章（旭日章の1つ）・功七級金鵄勲章（金鵄勲章の1つ）受賞者の石碑。
- 三重県道620号平津菰野線（八風街道）
- 三重県道622号小牧小杉線
- 三重県道623号四日市東員線
- 朝明川

## バス路線
駅前広場に「山城駅前」停留所があり、下記の各路線が乗り入れる。
- 三岐鉄道バス
  - 山之一色線
    - JR四日市駅前

  - イオンモール東員線[5]
    - 東員駅（※一部はイオンモール東員止まり）
- 四日市市自主運行バス
  - 山城富州原線
    - 天ヵ須賀2丁目

## その他
- 当駅にはかつてバス車庫があった影響で駅前が広めにとられている。かつてのバス車庫部分は鉄道利用者の駐車場に転用されている。

バス車庫はJR富田駅にある自動車部車庫へ移転されている。
バス・鉄道利用者用の空調付き待合室があるが、利用できるのは駅営業時間と同じ時間に限られ時間外は消灯、施錠される。
- 現在もバスの起終点停留所となっている関係で、折り返しバスが停車するスペースがあり、駅舎の東寄りはバス運転手専用の休憩スペースとして和室（トイレ付）が設けられている。

火災により駅消失前の駅舎にはバス乗務員用の就寝空間があり、少なくとも平成一桁年代までは改札から座敷奥にある積まれた布団を見ることができた（昭和50年代には早朝5時40分頃出発のバスもあった）。
- 山城駅出発バスはJR富田駅にある自動車部車庫から三重県道64号上海老茂福線（四日市大学線と途中まで同じ）経由で回送され、山城駅でのバス夜間停泊は存在しない。
- かつて近鉄富田発の鉄道到着のほぼ全便（最終列車と朝夕の一部保々止を除く）と山之一色線のバスが2 - 8分の待ち時間で接続されていた時代は近鉄富田駅と同様に始発から終発まで駅の営業を行っていた。

現在は鉄道とバスとの接続も考慮されておらず、早朝と夜遅くは無人駅となる。
- 山城駅で三岐鉄道に乗降する人が、山城駅から八千代台一丁目間を100円で乗車できる乗継割引がある。

かつてはバス車内の運賃表示器右下に掲示があったがバス車両が四日市大学線と共通になっている関係で掲示がないバスが充当されることも多く知名度が下がっている。

## 隣の駅
三岐鉄道
S 三岐線
暁学園前駅(S04) - 山城駅(S05) - 保々駅(S06)